# Colom de Hodgson
El colom de Hodgson (Columba hodgsonii) és una espècie d'ocell de la família dels colúmbids (Columbidae) que habita els boscos de les muntanyes d'Àsia meridional, al nord i est de l'Índia, el Nepal, est del Tibet, centre i sud-oest de la Xina i Myanmar.